# المقداد بن عمرو
المقداد بن عمرو المعروف أيضًا بـ المقداد بن الأسود (المتوفى 33 هـ) صحابي بدري، هاجر إلى الحبشة ثم إلى يثرب، وشارك مع النبي محمد في غزواته كلها، كما شارك في فتوح الشام ومصر.

## نسبه
المقداد بن عمرو بن ثعلبة بن مالك بن ربيعة بن ثمامة بن مطرود بن عمرو بن سعيد بن دهير بن لؤي بن ثعلبة بن مالك بن الشريد بن أبي أهون بن قاس بن دريم بن القين بن أهود بن بهراء بن عمرو بن الحاف بن قضاعة.

## سيرته
كان المقداد بن عمرو أحد السابقين الأولين إلى الإسلام، وكان المقداد من أوائل من أظهر الإسلام بمكة، فقد روى عبد الله بن مسعود أنه: «كان أول من أظهر إسلامه سبعة رسول الله ﷺ وأبو بكر وعمار وأمه سمية وصهيب وبلال والمقداد».
وقد اختُلف في نسبه، فقيل أنه المقداد بن عمرو بن ثعلبة بن مالك بن ربيعة، وأنه من بهراء أحد بطون قبيلة قضاعة، وقيل بل هو حضرميّ من قبيلة كندة، وقيل بل كان عبدًا أسود اللون. إلا إن الثابت أنه كان حليفًا لبني زهرة بن كلاب في مكة، وأن الأسود بن عبد يغوث بن وهب بن عبد مناف بن زهرة بن كلاب تبنّاه، فكان يُدعى «المقداد بن الأسود»، حتى نزلت آية: ﴿ادْعُوهُمْ لِآبَائِهِمْ هُوَ أَقْسَطُ عِنْدَ اللَّهِ فَإِنْ لَمْ تَعْلَمُوا آبَاءَهُمْ فَإِخْوَانُكُمْ فِي الدِّينِ وَمَوَالِيكُمْ وَلَيْسَ عَلَيْكُمْ جُنَاحٌ فِيمَا أَخْطَأْتُمْ بِهِ وَلَكِنْ مَا تَعَمَّدَتْ قُلُوبُكُمْ وَكَانَ اللَّهُ غَفُورًا رَحِيمًا ۝٥﴾ [الأحزاب:5] بإبطال التبني، فدُعي باسمه «المقداد بن عمرو».
أما عن وجوده في مكة، فقيل أنه أصاب دمًّا في كندة، فهرب إلى مكة، وحالف الأسود، وقيل أنه أصاب دمًّا في قبيلته بهراء، فهرب منهم إلى كندة فحالفهم، ثم أصاب فيهم دمًّا، فهرب إِلَى مكة، فحالف الأسود بن عبد يغوث، وقيل بل هو حضرمي، حالف أبوه كندة، وحالف هو الأسود بن عبد يغوث. وقيل أن أباه عمرو بن ثعلبة أصاب دمًّا في قومه، فلحق بحضرموت، فحالف كندة، وتزوج هناك امرأة فولدت له المقداد، فلما كبر المقداد تشاجر مع أبي شمر بن حجر الكندي، فضرب رجله بالسيف وهرب إلى مكة، فحالف الأسود بن عبد يغوث الزهري.
هاجر المقداد إلى أرض الحبشة، ثم عاد إلى مكة، فلم يقدر على الهجرة إلى يثرب لما هاجر النبي محمد إليها، فبقي إلى أن بعث النبي محمد صلى الله عليه وسلم سرية عبيدة بن الحارث، فلقوا جمعًا من قريش بقيادة عكرمة بن أبي جهل، وكان المقداد وعتبة بن غزوان قد خرجا مع القرشيين، فلما التقيا ولم يتقاتلا، ولحق المقداد وعتبة بالمسلمين. نزل المقداد في يثرب على كلثوم بن الهدم، وآخى النبي محمد بينه وبين جبار بن صخر، وقيل بينه وبين عبد الله بن رواحة. شهد غزوة بدر مع النبي محمد فارسًا على فرس له تدعى «سَبْحَة»، وكان أول من عدا به فرسه في سبيل الله. كما شهد المقداد باقي المشاهد مع النبي محمد، وكان من الرماة المهرة. وبعد وفاة النبي محمد، شارك المقداد في فتوح الشام، ومصر.
توفي المقداد سنة 33 هـ بالجرف، فحُمل إلى المدينة، وصلى عليه عثمان بن عفان، ودُفن في البقيع، وكان عمره عند وفاته 70 سنة، وقيل أن سبب موته أنه شرب دهن الخروع، وقيل فَتَقَ بطنه، فخرج منه الشحم، فمات. وقيل أنه كان عظيم البطن، وكان له غلام رومي، فقال له: «أشقّ بطنك فأخرج من شحمة حتى تلطف»، فشقّ بطنه ثم خاطه، فمات المقداد، وهرب الغلام. وقد أعقب المقداد ابنتين كريمة وضباعة، وأوصى بأن يقوم الزبير بن العوام على تركته، ووهب للحسن والحسين لكل منها 18,000 درهم، ولأمهات المؤمنين لكل واحدة منهن 7,000 درهم.
كان المقداد رجلاً آدمًا طويلاً، عظيم البطن، كثيف شعر الرأس، واسع العينين، مقرون الحاجبين، مهيبًا، يُصَفِّر لحيته، ولحيته حسنة ليست بالكثيفة ولا الخفيفة، أقنأ اللحية. وكان عظيم المنزلة عند النبي محمد، فقد روى بريدة بن الحصيب عن النبي محمد قوله: «عليكم بحب أربعة علي وأبي ذر وسلمان والمقداد». وقد خطب المقداد إلى رجل من قريش، فأبى الرجل، فزوّجه النبي محمد من ابنة عمه ضباعة بنت الزبير بن عبد المطلب.

## روايته للحديث النبوي
- روى عن: النبي محمد[2]
- روى عنه: علي بن أبي طالب وعبد الله بن مسعود وعبد الله بن عباس وجبير بن نفير وعبد الرحمن بن أبي ليلى وهمام بن الحارث وعبيد الله بن عدي بن الخيار[2] والمستورد بن شداد وطارق بن شهاب وميمون بن أبي شبيب[3] وأنس بن مالك والحارث بن سويد والسائب بن يزيد وسعيد بن العاص وسليم بن عامر وسليمان بن يسار وشريك بن سمي الغطيفي المصري وأبو معمر عبد الله بن سخبرة الأزدي وعمير بن إسحاق وأبو أيوب الأنصاري وأبو راشد الحبراني وأبو ظبية الكلاعي وزوجته ضباعة بنت الزبير وابنته كريمة بنت المقداد.[10]
- الجرح والتعديل: للمقداد حديث متفق عليه، وانفرد له مسلم بأربعة أحاديث،[2] كما روى له الجماعة.[12]